# Mercy Jungquist
Mercy Jungquist, född 21 mars 1866 i Strömstad, död 11 november 1934 i Stockholm, var en svensk lantmätare.
Mercy Jungquist var son till kyrkoherden Alfred Jungquist. Han avlade mogenhetsexamen i Göteborg 1886, juridisk-filosofisk examen vid Lunds universitet 1889 och lantmäteriexamen 1898. Efter auskultanttjänstgöring mest i Norrbottens län 1898–1904 blev han vice kommissionslantmätare i Västmanlands län 1905 och i Norrbottens län samma år samt kom 1909 som byråingenjör till Lantmäteristyrelsen och var tillförordnad byråchef där 1912–1913. Han utnämndes 1914 till förste lantmätare och var från 1921 överlantmätare i Stockholms län innan han avgick 1933. Jungquist intog en framträdande roll inom lantmäterikåren, var styrelseledamot i Föreningen Sveriges förste lantmätare 1915–1920 och ordförande där samt var ordförande i Föreningen Sveriges överlantmätare 1921–1925. Därjämte tillhörde han verkställande utskottet i Sällskapet för utgivande av lantmäteriets historia 1921–1928 (varav 1926–1928 som ordförande), och i dess stora skildring Svenska lantmäteriet 1625–1928 (1928) författade han avsnittet om lantmäterikontoren i länen ur arkivsynpunkt.